# 吡唑
吡唑既可以用来指一类简单的芳香杂环有机化合物，它们都是含有五元环，包括三个碳原子和相邻的两个氮原子，也可以用来指这一类化合物的母体，即没有任何取代基。尽管在自然界中很难发现吡唑，但是因为它在制药工业上的意义重大，所以它也被归为生物碱。

## 制备
吡唑的合成是通过α,β-不饱和醛和肼反应，然后脱氢。
取代吡唑通过1,3-二酮与肼缩合制备：
CH3C(O)CH2C(O)CH3  +   N2H4    →   (CH3)2C3HN2H  +  2 H2O

## 应用
吡唑拥有多种生理作用，包括止痛、抗发炎、退烧、抗心律失常、镇静、松弛肌肉、精神兴奋、抗痉挛、一元胺氧化酶抑制剂，抗糖尿病和抗菌。

## 相似物
和吡唑相似的化合物包括吡唑啉和吡唑烷。